# Sakuragari - All'ombra del ciliegio
Sakuragari - All'ombra del ciliegio (櫻狩り?, Sakura-Gari, titolo internazionale The Hunt for Cherry Blossoms) è un manga yaoi a tinte sovrannaturali pubblicato per la prima volta, in Giappone, dal 14 giugno 2007 al 14 gennaio 2010 sulla rivista Rinka per poi essere raccolto in 3 volumi.
In Italia è stato tradotto e distribuito da Planet Manga.

## Trama

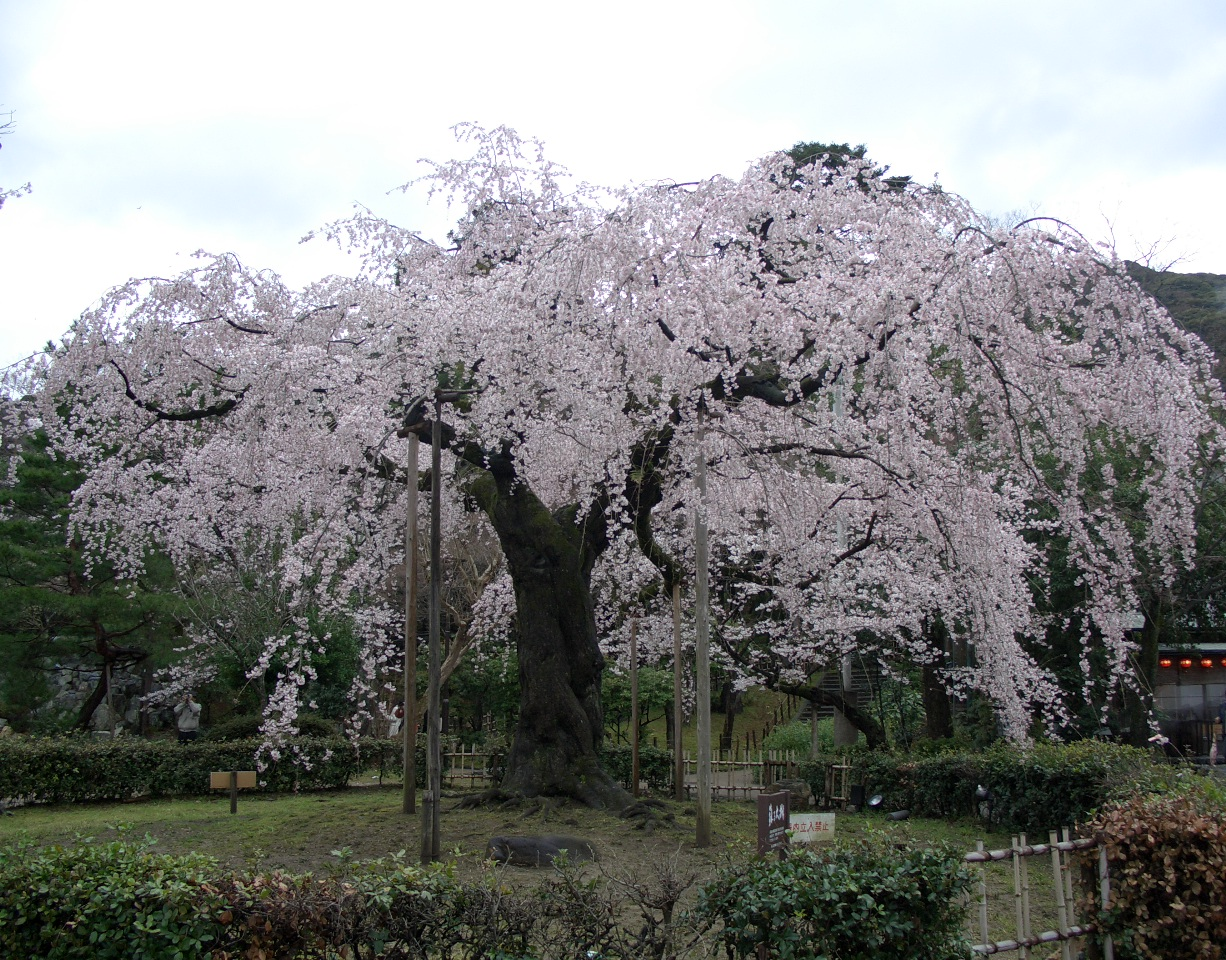
Un ciliegio giapponese, l'albero che presiede alla storia.

Nel 1920, in un Giappone reduce dal primo conflitto mondiale, il 17enne Masataka Tagami, persona di umili origini, decide di trasferirsi a Tokyo con lo scopo di frequentare una scuola preparatoria adeguata che gli possa permettere di entrare nella prestigiosa università imperiale. In cerca di lavoro e alloggio incontra il giovane studente e marchesino Souma Saiki, uomo dalle splendide fattezze e dallo straordinario fascino che decide di assumerlo come servo nella sua magione. Dopo aver accettato l'impiego Masataka si ritroverà a fare i conti con l’ambiguo comportamento del suo padrone e con gli oscuri segreti della famiglia Saiki.

## Personaggi
Masataka Tagami (田神 正崇?, Tagami Masataka)
È un ragazzo 17enne onesto e prodigo che ha come obbiettivo entrare nell'università imperiale di Tokyo. Ha frequentato la scuola di preparazione come rounin e viene aiutato dalla famiglia Saiki che decide di sponsorizzare la sua educazione in cambio del suo lavoro come maggiordomo. I suoi hobby riguardano la lettura e il canto. Dopo essere stato abbandonato dalla madre quando era bambino vive con i suoi genitori adottivi che sono i proprietari di una piccola biblioteca. Durante la serie confessa a Souma di essere stato concepito da uno stupro ed è per questo che la madre lo ha abbandonato.
Souma Saiki (斎木 蒼磨?)
È l'illustre figlio della nobile famiglia Saiki Koushyaku. Il suo aspetto, non tipicamente giapponese, deriva dai tratti genetici ereditati dalla madre inglese, una donna di nome Abigail. I suoi hobby sono la lettura, suonare il pianoforte e giocare a biliardo. È bisessuale e, nonostante la possibilità di fidanzarsi con una ragazza di nome Kanako, giace con degli amanti di entrambi i sessi (che solitamente sono servitori della tenuta). Ha un passato travagliato che coinvolge la morte della madre avvenuta durante il parto, l'abbandono della nonna e una storia di abusi da parte di molte persone dopo essere stato portato nel clan Saiki.
Sakurako "Youya" Saiki (信乃斎木 櫻子?)
È una bella ragazza con dei capelli bianchi e gli occhi rossi. Sorella di Souma è la figlia di Lord Saiki. È stata rinchiusa per anni nel magazzino della famiglia dopo che il suo comportamento divenne troppo complicato da gestire. Sakurako è in realtà un giovane di nome Youya convinto di essere una donna dopo essere stato mentalmente ed emotivamente distrutto dalla morte della madre, Sakurako, delle quali responsabilità incolpa Souma. Per Souma prova dei sentimenti contrastanti a causa del loro passato. Per gelosia si vendica sui servitori che si concedono al fratello.
Fusai Katsuragi (寺島 伸人?)
È il dottore della famiglia Saiki e amante di lunga data di Souma. Siccome ha in cura il padre malato di Saiki va spesso a casa loro. In passato ha anche lavorato come maggiordomo. Lui e Souma condividono un segreto legato alla morte di qualcuno che ha abusato di lui quando era bambino. È sposato ma non tratta bene sua moglie.
Nogawa "Takafumi" Matsushita
È il fratello maggiore biologico di Masataka, l'unico membro della sua famiglia biologica che è ancora in contatto con lui. Quando erano piccoli furono venduti dai loro genitori a due famiglie diverse.  Non ha un posto di lavoro stabile quindi si guadagna da vivere illegalmente frequentando "gruppi antigovernativi". Ha un grande tatuaggio sulla schiena che gli copre le spalle fino ad arrivare a metà delle braccia.
Terashima Nobuhito
È uno degli amanti di Souma, un giovane maggiordomo che presta servizio alla villa. È un artista di talento che mentre va d'accordo con Masataka è anche geloso di lui dal momento che si rende conto di quanto piace a Souma.
Katou
È il capo maggiordomo della famiglia Saiki ed è anche il tutore personale di Sakurako. Accudisce soprattutto la sorella di Souma.
Asayo Katsuragi
È l'abusata moglie di Fusai
Ohatsu
È il capo cuoco della famiglia Saiki. Risulta subito molto gentile con Masataka. È al corrente di molti retroscena legati alla famiglia Saiki.
Yoshino Hiroshi
È un uomo che lavorava come maggiordomo per i Saiki e viene sottinteso che in passato era stato un'amante di Souma.
Morisaki Kanako
È una ragazza ricca che potrebbe diventare la futura fidanzata di Souma.
Tagami Mitsugu (田神 貢?)
È il "fratello minore" di Masataka. Ha una salute molto debole e crede di essere un peso per Masataka di cui desidera disperatamente l'approvazione.
Katsuragi Tomohiko
Asayo Katou
Kitamura (北村?)
Mikawa (三河?)
Shimonuma (下沼?)
Ishizuka (石塚?)
Konno (紺野?)
Narahara
Hayakawa
Masumura
Nogawa Kazuo
Nogawa Yasunari
Motegi
Suzuki
Kawamo

## Pubblicazione
| Nº | Data di prima pubblicazione | Data di prima pubblicazione | Data di prima pubblicazione | Data di prima pubblicazione |
| Nº | Giapponese                  | Giapponese                  | Italiano                    | Italiano                    |
| -- | --------------------------- | --------------------------- | --------------------------- | --------------------------- |
| 1  | 23 aprile 2008              | ISBN 978-4-09-179026-2      | 4 ottobre 2012              | ISBN 978-8863042658         |
| 2  | 11 marzo 2009               | ISBN 978-4-09-179037-8      | 8 novembre 2012             | ISBN 978-8863042665         |
| 3  | 13 marzo 2010               | ISBN 978-4-09-179037-8      | 6 dicembre 2012             | ISBN 978-8863042672         |